# 屯馬開通真的很興奮
屯馬開通真的很興奮是2021年6月27日港鐵屯馬綫全线通车时，由鐵路迷羅哲琛（英文名Jason，新闻报道中称「罗先生」）以英國民謠《綠袖子》的旋律唱出的一句歌词，其在YouTube等网络媒体平台引发不小反响，而「真的很興奮」亦成为一个流行文化和網絡迷因。

## 沿革
早在2019年底，羅哲琛已将《绿袖子》改编为《舊年就過好快新一年》；其后屯马线一期开通，羅哲琛接受无线新闻的采访，并在记录开通情况的视频中表示「开通真的很兴奋」。
屯马线全线通车后，羅哲琛的采访片段被上传至Youtube，短短一晚的播放量即高达6.6万，其中的歌词通俗洗腦、简单易唱，迅速成为热点话题，甚至連杜汶澤也唱了幾句，并添加了一些自創歌词。这个采访片段更掀起了以《綠袖子》的旋律改編歌曲的风潮，其中一种流行的改编版本，发布后不到一天的播放量即高达8.5万，截至2022年5月已达118.1万播放量，羅哲琛对改编歌曲表示感谢，后来他又对当时的采访片段进行了回顾。
这句歌词另有其他改编版本，如九龍巴士的吉祥物「九巴仔」在九巴Facebook专页所唱「能搭九巴真的很興奮」、九巴的豪華巴士線路P960线、P968线开通时公交爱好者「蔡先生」所唱「星级尊线真的很兴奋」以及澳门轻轨恢复运营时铁路爱好者所唱「轻轨恢复真的很兴奋」；此外还有「嚟到Donki真的很興奮」、“圆规来到真的很兴奋”等等。

在2022年5月12日，即东铁线过海段通车前三日，港铁公司在Facebook專頁及Youtube频道发布同由《绿袖子》改编而成的MV《東鐵過海真的很興奮》，该MV由DDome编曲，HC使用流行语言填词，配合模擬車廂唱出過海段通車後的便利；羽毛球選手謝影雪、歌手鄭融、電視節目主持人徐浩昌、網絡紅人雞丁，以及演员李司棋和楊偲泳参演MV，分别演绎火炭站、紅磡站、會展站、九龙塘站、旺角東站和金鐘站的场景，并唱出每人的專屬歌詞，其后的彩蛋為羅哲琛在新建的會展站布景前還原經典場面，以熟悉聲綫及专属新詞唱賀通車，衣着亦和屯马线全线通车时一模一样，更引发新一波的网友热议。
| “                                        | 紅磡接通港島超興奮 為搭首班車我唔願瞓 要有本尊見證才合襯 | ” |
| ——羅哲琛在《東鐵過海真的很興奮》中的歌词 |                                                          |   |

羅哲琛在该MV播出後，于Facebook發文感謝，表示「我感谢各位热烈支持，能帶給大家歡樂是我的榮幸」；行政长官林鄭月娥亦在过海段的通车庆祝典礼上推介市民观看该音樂視頻。
东铁线过海段通车当日，铁路爱好者们前来见证，唱出「東鐵過海真的很興奮」；羅哲琛亦来到会展站，在「特別頭班車」上与港铁公司的高层领导合唱「红磡接通港岛超兴奋」，并表示「能為香港人帶來歡樂是很荣幸的事」，其后他于红磡站接受媒体采访，直言自己既开心又无奈，形容情况完全是意想不到，四面八方都有人来找他拍照，但是过海段通车始终是可喜可贺的事。

## 备注
1. ↑  中文：歌词是我自己想的：“屯马（綫）开通真的很兴奋。”就是這样囉，可以形容我这一刻的心情。

## 外部鏈結
- 香港網絡大典上的相关条目：羅先生
- YouTube上的羅哲琛頻道